# DotGNU
DotGNU (Portable. NET) è un'implementazione libera e portabile del Common Language Infrastructure (CLI), motore di esecuzione del framework .NET di Microsoft.

## Caratteristiche
Lo scopo del progetto è quello di rendere compilabili ed eseguibili su vari sistemi operativi applicativi scritti secondo il paradigma .NET.

## Supporto
La piattaforma iniziale su cui ha iniziato a girare DotGNU è GNU/Linux. Esistono però versioni per Microsoft Windows, NetBSD, FreeBSD, Solaris, macOS, ed altri.
I processori supportati sono: x86, PowerPC, ARM, SPARC, s390, DEC Alpha, IA-64, e PA-RISC.